# Ђорђе Оцић
Ђорђе Оцић (Даљ, 22. септембра 1934 — Београд, 22. јануар 2008) био је српски књижевник.

## Биографија
Школовао се у месту рођења, Вуковару и Осијеку. Завршио је филозофију на Филозофском факултету у Београду. Радио је као професор у гимназијама у Врбасу и Бечеју, а од 1963. до 1991. године у Београду (XI београдска гимназија). Био је члан Удружења књижевника Србије (од 1983), Удружења драмских писаца Србије и Српског филозофског друштва.
Живео је и писао у Београду, Бару и Даљу.
Године 2012, Службени гласник и Српска књижевна задруга објавили су ДЕЛА ЂОРЂА ОЦИЋА у 8 књига, међу којима и роман Слављеник из пишчеве рукописне заоставштине.
Заступљен је и у књизи: Jan Doležal, Dvě stoleti srbskeho romanu (Srbske sdruženi sv. Sava, Praha, 2009).
Преминуо је 22. јануара 2008. године у Београду. Сахрањен је 24. јануара у Даљу.

## Награде
- Друга награда на конкурсу Радио Београда за дечју игру за "Необичне разговоре" 1976,
- Трећа награда за комедију "Флора и фауна" на конкурсу Дана комедије у Јагодини (тада Светозареву) 1979. године,
- Награда Милош Црњански за роман "Истрага", 1982,
- Специјална награда ТВ Београд на конкурсу Удружења драмских писаца Србије за драму "Августи", 1989.

## Дела

### Романи
- Истрага. Наша књига, Београд 1981.  17772551
- Смрт у Ердабову. Народна књига.   58596108
- Невеста из васељене. Рад.   162636295
- Ердабовска збирка. Знамен, Београд. 1996.  978-86-81653-10-4.  50412556
- Чудо на Дунаву. Рад, Београд 1997, 2. изд. Знамен, Београд. 2000.  978-86-09-00483-4.  138111239.  978-86-81653-24-1.  164375047
- Ако има царства. Знамен.   148338951
- Њихове жене. Евро, Београд 1999.  150768903
- Под сумњом. Просвјета.   190668039
- Шума и друм. Билдунгсроман. „Филип Вишњић”.  (broš.).  978-86-7363-473-9.  131428876

### Приповетке
- Сувенири. „Филип Вишњић”, Београд 2005.  121226508

### Драме
- На Златном Рогу. Знамен, Београд 2001.
- Чудо од човека. Знамен, Београд 2001.
- Хамлет у блу-џинсу (с Доброславом Смиљанићем). Знамен, Београд 2002.
- Крвна зрнца, Друго стање. Знамен, Београд 2003.

### Расправе
- И Срби су Црногорци. Косово и српско питање. Народна књига, Београд 1989.
- Кад би био Слободан. Дијалошки оглед о вожду и народу. Знамен, Београд 1990.
- Срби и Хрвати на посматрању. Знамен, Београд 1999.

### Песме за децу
- И у башти и у машти. Знамен.   512088242
- Речи у шетњи (с Јеленом Оцић). Рад, Београд 1996.

### Радио игре
- Необични разговори, Радио Београд (1976)
- Деца спавају (1998)